# Планета далеков
Планета далеков (англ. Planet of the Daleks) — четвёртая серия десятого сезона британского научно-фантастического телесериала «Доктор Кто», состоящая из шести эпизодов, которые были показаны в период с 7 апреля по 12 мая 1973 года.

## Сюжет
После выстрела Мастера Доктор почти без сознания входит в ТАРДИС. Он посылает телепатическое сообщение повелителям времени, падает без сознания и впадает в кому, а оба его сердца бьются раз в десять секунд. Джо надиктовывает в журнал ТАРДИС, портативное устройство записи, что она уже видела подобное состояние лечения (серия «Демоны»). Вскоре ТАРДИС под управлением повелителей времени приземляется, но её внешние сканеры местные растения тут же заливают какой-то жидкостью. Доктор всё ещё без сознания, поэтому Джо идет обследовать окружающие джунгли. Одно из растений брызгает на неё, и немного сока попадает ей на руку.
Пока Джо обследует джунгли, ТАРДИС быстро покрывается соком растений, который вскоре застывает. Доктор, проснувшись, обнаруживает, что он заперт, в ТАРДИС кончается кислород, в том числе и в аварийных системах подачи воздуха. Джо тем временем находит в джунглях корабль с мёртвым пилотом.
Тарон и его люди обнаруживают ТАРДИС и достают уже задыхающегося Доктора на воздух. Доктор, поблагодарив, находит их знакомыми, и, узнав, что они с планеты Скаро, он распознаёт в них талов и рассказывает, что был на Скаро много лет назад с его тремя компаньонами — Сьюзан, Йеном и Барбарой (серия «Далеки»).
Доктора вскоре берут в плен и отводят на базу далеков для допроса и сажают в клетку с Кодалом. Доктор пытается открыть дверь звуковой отверткой, но терпит неудачу. Пленники вместе переделывают журнал ТАРДИС в передатчик, который заклинивает управление далеков. Тем временем Джо лечит нашедший её спиридонец по имени Уэстер, один из немногих борющихся против далеков. Джо, узнав от него, что Доктор и Кодал на базе далеков, собирается их освободить, хотя Уэстер говорит, что над ними теперь проводят эксперименты и для них лучше было бы умереть.
Пленники вместе с остальным отрядом сбегают от далеков через комнату охлаждения, где содержится армия далеков в анабиозе. Вскоре, вернувшись туда, они баррикадируют проход, а Доктор взрывает стену, и всю армию далеков заливает жидким льдом. Тем временем на планету прибывает Верховный Далек, член Высшего Совета Далеков, и убивает Начальника отряда за некомпетентность. Отряд талов похищает его корабль и улетает.

## Трансляции и отзывы
| Эпизод            | Дата показа    | Продолжительность | Телезрители (в миллионах) | Archive                                                  |
| ----------------- | -------------- | ----------------- | ------------------------- | -------------------------------------------------------- |
| «Эпизод 1»        | 7 апреля 1973  | 24:51             | 11,0                      | PAL 2" colour videotape                                  |
| «Эпизод 2»        | 14 апреля 1973 | 24:08             | 10,7                      | PAL 2" colour videotape                                  |
| «Эпизод 3»        | 21 апреля 1973 | 22:34             | 10,1                      | Film colourisation and chroma dot colour recovery hybrid |
| «Эпизод 4»        | 28 апреля 1973 | 23:36             | 8,3                       | PAL 2" colour videotape                                  |
| «Эпизод 5»        | 5 мая 1973     | 22:31             | 9,7                       | PAL 2" colour videotape                                  |
| «Эпизод 6»        | 12 мая 1973    | 23:02             | 8,5                       | PAL 2" colour videotape                                  |
| [ 1 ] [ 2 ] [ 3 ] |                |                   |                           |                                                          |